# Ahmet Ertegün

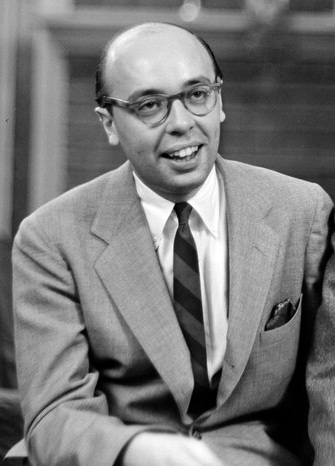
Ertegün (ok. 1960)

Ahmet Ertegün (ur. 31 lipca 1923 w Stambule, zm. 14 grudnia 2006 w Nowym Jorku) – Amerykanin tureckiego pochodzenia, założyciel wytwórni Atlantic Records, jeden z twórców sukcesów Led Zeppelin oraz ABBY.
Podczas koncertu The Rolling Stones, 29 października 2006 roku w Nowym Jorku, zasłabł i upadł na ziemię. Został natychmiast przetransportowany do szpitala, gdzie zapadł w śpiączkę. Wiadomość o jego śmierci podał rzecznik prasowy. Ertegün został pochowany w rodzinnym kraju, Turcji. Rolling Stones w blasku świateł, film z pechowego koncertu, został zadedykowany Ertegünowi.
W 1987 roku Ahmet Ertegün został wprowadzony do Rock and Roll Hall of Fame.